# Brachymenium longicolle
Brachymenium longicolle är en bladmossart som beskrevs av Thériot 1936. Brachymenium longicolle ingår i släktet Brachymenium och familjen Bryaceae. Inga underarter finns listade i Catalogue of Life.